# Sonates per a flauta de Händel

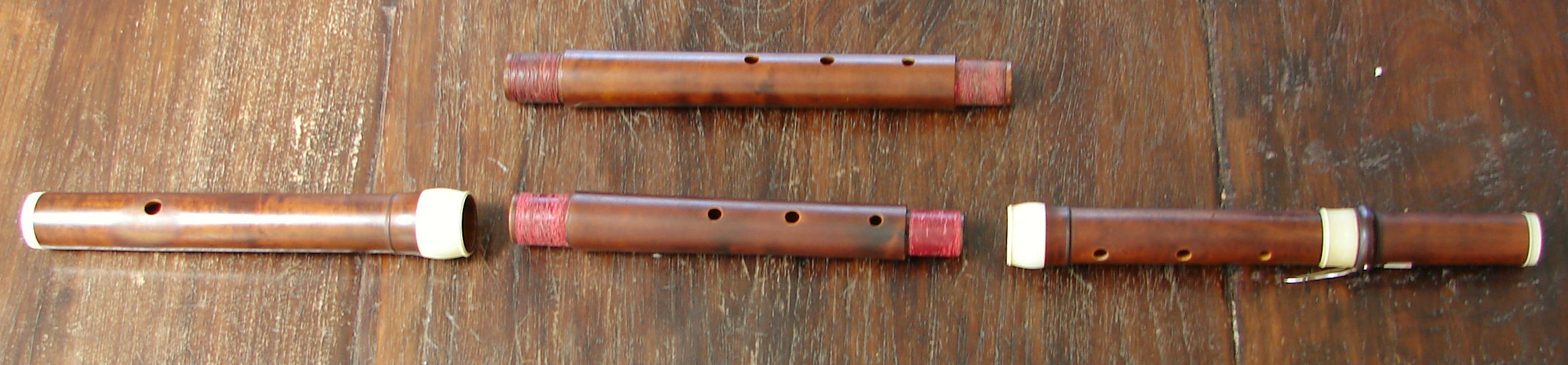
Traverso (Flauta travessera barroca) per Boaz Berney, a partir d'una flauta original de Thomas Lot (Paris, ca. 1740)

No se sap quantes Sonates per a flauta van compondre Georg Friedrich Händel, i tant podria ser que n'hagués compost vuit, com potser cap. Hi ha diverses raons que expliquen aquesta desinformació: algunes de les sonates foren escrites inicialment per a altres instruments, n'hi ha en les que es qüestiona la seva autenticitat, també n'hi ha que contenen material d'altres obres de Händel o que foren publicades en una forma alterada sense coneixement per part de Händel. Com a mínim, hi ha sis de les sonates que contenen música escrita per Händel, tot i que algunes d'elles probablement no foren pensades per a ser interpretades amb la flauta.

## Edicions de referència
La font principal d'informació sobre les sonates és l'edició Sonates pour un traversiere un violin ou hautbois con basso continuo composées par G. F. Handel publicades cap a 1730 sota el nom de l'editora d'Amsterdam Jeanne Roger (qui havia mort el desembre de 1722), però en realitat qui les publicà fou John Walsh. El 1732 Walsh va publicar un versió revisada ja sota el seu nom.
L'any 1730, Walsh publicà tres sonates atribuïdes a Händel com a part d'una col·lecció titulada Six Solos, Four for a German Flute and a Bass and two for a Violin with a Thorough Bass. Es va suposar que eren obres primerenques de Händel, compostes abans de 1703 quan vivia a Halle, però la seva autenticitat actualment està en dubte. La data estimada s'ha vist que no té fonamentació, com a mínim per a la segona sonata, ja que tres dels moviments són arranjaments de música que se sap que Händel va compondre després de 1712.
De les onze sonates per a flauta atribuïdes anteriorment a Händel, només una, la Sonata per a flauta en mi menor (HWV 379), sembla que la va compondre per a la flauta com s'observa en el manuscrit autògraf; és una obra basada en arranjaments fets en poc temps de moviments d'altres obres.
La Sonata per a flauta en re major (HWV 378), que va ser atribuïda en un manuscrit a Johann Sigismund Weiss (germà del llaütista Sylvius Leopold Weiss), ha estat considerada com una obra per Händel, tanmateix no es coneix l'existència de cap autògraf seu.

## Llista de sonates per a flauta
En la següent llista hi ha les vuit candidates com a sonates per a flauta de Händel:
| HWV  | Tonalitat | Composta        | Publicada | Opus           | Notes |
| ---- | --------- | --------------- | --------- | -------------- | --- |
| 359b | Mi menor  | Circa 1724      | 1732      | Opus 1 núm. 1b | Inicialment, composta com a Sonata per a violí en re menor (HWV 359a).                                                                   |
| 363b | Sol major | Circa 1711–1716 | 1732      | Opus 1 núm. 5  | Inicialment, composta com a Sonata per a oboè en fa major (HWV 363a).                                                                    |
| 367b | Si menor  | Circa 1725–1726 | 1732      | Opus 1 núm. 9  | Inicialment, composta com a Sonata per a flauta dolça en re menor (HWV 367a).                                                            |
| 374  | La menor  |                 | 1730      |                | "Halle sonata núm. 1". Autenticitat discutida.                                                                                           |
| 375  | Mi menor  |                 | 1730      |                | "Halle sonata núm. 2". Autenticitat discutida.                                                                                           |
| 376  | Si menor  |                 | 1730      |                | "Halle sonata núm. 3". Autenticitat discutida.                                                                                           |
| 378  | Re major  | ?Circa 1707     | 1979      |                | No es coneix l'existència de cap autògraf de Händel.                                                                                     |
| 379  | Mi menor  | Circa 1720      | 1879      | Opus 1 núm. 1a | És l'única sonata que sobreviu com a sonata per a flauta en un manuscrit de Händel. Es basa en arranjaments de moviments d'altres obres. |